# بينيت ك. رايلي
بينيت ك. رايلي (بالإنجليزية: Bennett C. Riley)‏ هو سياسي أمريكي، ولد في 1790 في مقاطعة سانت ماري في الولايات المتحدة، وتوفي في 6 يونيو 1853 في بوفالو في الولايات المتحدة بسبب سرطان. انتخب Governor of Alta California ‏.